# Represión

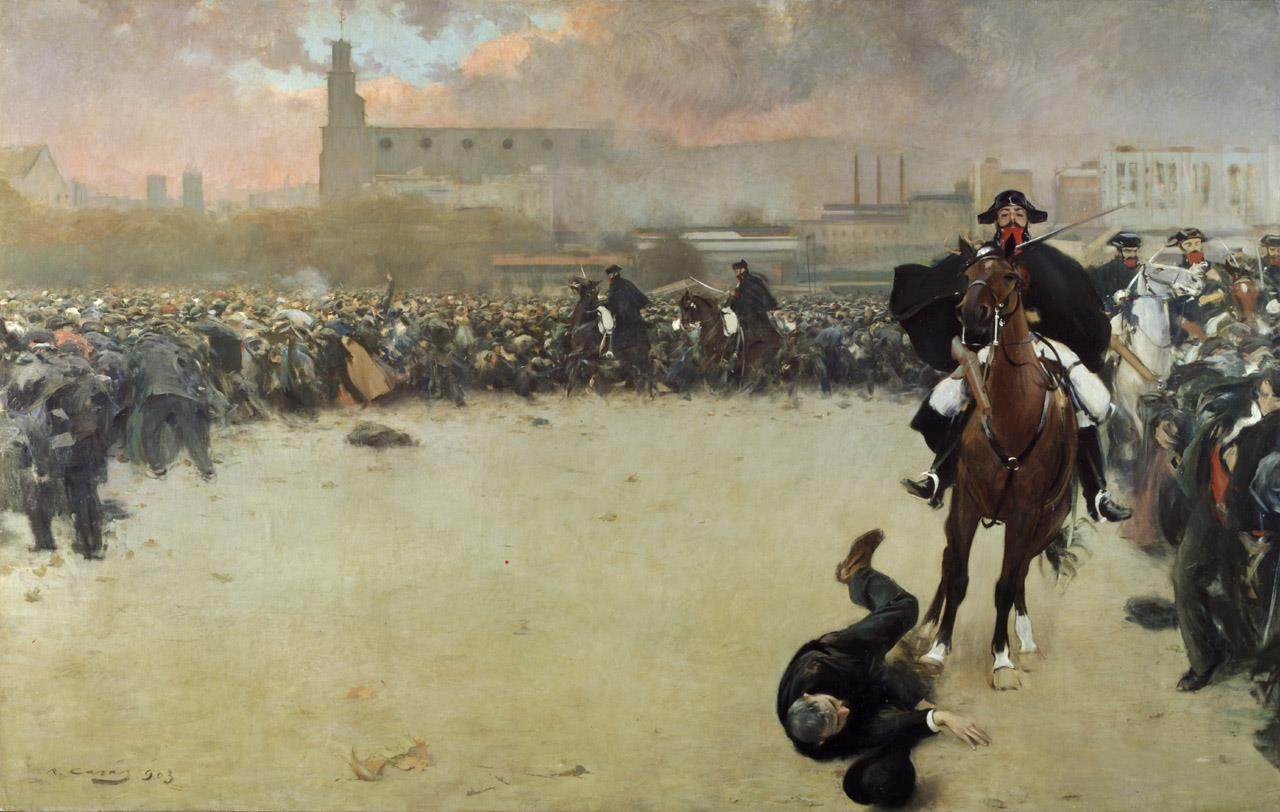
La carga de Ramón Casas (1903). La obra muestra a un Guardia Civil cargando contra la multitud durante una huelga en Barcelona.

El término represión (del latín repressĭo, -ōnis) alude a la acción y efecto de reprimir (contener, refrenar, templar o moderar). Tiene dos utilizaciones: en contextos políticos y sociales y en contextos psicoanalíticos (y por extensión, a partir de ellos, los relativos a la sexualidad).
La represión, desde el ordenamiento jurídico, es una función que tiene el Estado con el fin de asegurar la paz social frente a conductas antisociales o constitutivas de delitos.

## Represión desde el derecho
Tanto los organismos oficiales como las normas establecen la potestad del estado para reprimir el delito. Así se establece, por ejemplo, en el Código Penal Argentino cada delito penal con el verbo "será reprimido".
Desde el enfoque de la seguridad-justicia, la represión es una función que tienen las fuerzas de seguridad o policiales, por su poder de policía y por tener el monopolio de la fuerza. La represión es legítima cuando se da en el marco de sus funciones establecidas por el marco jurídico a la vez que reconocidas por sus estatutos.

FUNCION DE POLICIA DE SEGURIDAD

Artículo 8.º: La función de Policía de seguridad consiste esencialmente en la preservación de la seguridad pública, mantenimiento del orden público y la prevención del delito.
Artículo 9.º: A los fines del artículo anterior, corresponde a la Policía Provincial:
a) Asegurar la plena vigencia de los Poderes de la Nación, el Orden Constitucional y el libre ejercicio de las Instituciones Políticas, previniendo y reprimiendo todo atentado o movimiento destinado a subvertirlo.

En ocasiones, se distorsiona el término por considerar a la represión como algo ilegal, cuando esto no es así ya que está establecido en las propias normas como es el Código Penal.

ARTICULO 108. - Será reprimido con multa de pesos setecientos cincuenta a pesos doce mil quinientos el que encontrando perdido o desamparado a un menor de diez años o a una persona herida o inválida o amenazada de un peligro cualquiera; omitiere prestarle el auxilio necesario, cuando pudiere hacerlo sin riesgo personal o no diere aviso inmediatamente a la autoridad.

## Represión política
La represión política es aquella que se ejerce desde el poder político, con la pretensión de castigar con violencia la disensión respecto al mismo y que supone, en general, la negación de los derechos civiles y la libertad política.

## Represión psicoanalítica
La represión en el psicoanálisis, referida al proceso por el que un impulso o idea considerado inaceptable por la sociedad o el individuo se mantiene en el inconsciente.
La represión es uno de los conceptos centrales del psicoanálisis y designa el mecanismo o proceso psíquico del cual se sirve un sujeto para rechazar representaciones, ideas, pensamientos, recuerdos o deseos y mantenerlos en el inconsciente. De acuerdo con la teoría de Sigmund Freud, los contenidos rechazados, lejos de ser destruidos u olvidados definitivamente por la represión, al hallarse ligados a la pulsión mantienen su efectividad psíquica desde el inconsciente. Lo reprimido constituye para Freud el componente central del inconsciente. Como decía Freud: "Lo reprimido se sintomatiza".
El concepto de represión, si bien no fue definido originalmente por Freud (en el siglo XIX ya había sido utilizado por Johann Friedrich Herbart así como también por Theodor Meynert) es Freud quien logra describirlo como mecanismo esencial de la escisión originaria entre los sistemas consciente e inconsciente en el aparato psíquico. El concepto ha sido adoptado por distintas escuelas y orientaciones del psicoanálisis con diversos matices, así como también por otras teorías psicológicas, las que utilizan el término con una definición a veces muy diversa.
Para Freud la represión opera porque la satisfacción directa de la moción pulsional, que en realidad está destinada a causar placer, podría causar displacer por entrar en disonancia con las exigencias provenientes de otras estructuras psíquicas o que llegan directo desde el exterior.

### Represión sexual
La Represión sexual, ligada a la represión psicoanalítica, es un estado psicofísico que impide a la persona expresar y realizar su sexualidad. La represión sexual se asocia a menudo con sentimientos de culpa o vergüenza asociados a los impulsos sexuales.

#### Represión sexual religiosa
Algunos analistas consideran que el cristianismo reprime la homosexualidad y consideran la doctrina del celibato como sexualmente represiva.
También se señala que las formas más conservadoras del Islam tienen estrictos códigos sexuales que incluyen la prohibición de la homosexualidad, exigen a las mujeres la virginidad así como mantienen códigos estrictos sobre el modo en que deben vestirse y comportarse en sus vínculos sociales.